# فلج الأسنان
فلج الأسنان (بالإنجليزية: diastema)‏، هو تباعد الأسنان عن بعض أو وجود فراغ بين الأسنان، يعتبر هذا التباعد شائع في الأطفال ويمكن أن يوجد في أسنان الكبار كذلك، فالفلج بين الاسنان الأمامية (القواطع المركزية) هو الأكثر شيوعاً. قبول شكل تباعد الاسنان يختلف من بين فئة عمرية وعرق بشري وثقافة شعوب وأخرى. ففي بعض الثقافات يعتبر الفلج شيء غير جذاب وخاصة في البلدان الغربية في حين أنه يعتبر علامة تدل على الجمال في أفريقيا والشرق الأوسط، لكن عموما يعتبر فلج الاسنان مشكلة جمالية مشتركة في الأسنان المختلطة والدائمة التي يمكن ان يكون لها تأثير سلبي أحيانا على المرضى. أسباب الفلج متعددة ولها عوامل جينية وبيئية ولكن في المقام الأول السبب هو عدم التوازن في العلاقة بين الفك وحجم الأسنان، أو التصاق لجام الفم العلوي بشكل قريب جداً من الحافة اللثوية مما يؤدي إلى دفع الأسنان الأمامية بعيداً عن بعض ويعد هذا واحد من الأسباب الرئيسية لفلج الاسنان. وتحديد سبب وجود الفلج مهم جدا قبل البدء في علاجه.

فلج بين القواطع الأمامية

## الأسباب

### 1. فيسيولوجية
يظهر معظم الفلج في الاسنان في الفك العلوي تحديدا في خط الوسط في الأسنان المختلطة نتيجة لنمو في عرض الفكين استعدادا لنموالأسنان الدائمة التي تكون أكبرفي الحجم، هذا ما يعرف بفترة البط القبيح. في1941 وصف برودبنت هذا الفلج بمرحلة طبيعية حتى نمو القاطع الجانبي والناب وبعدها سوف يغلق الفلج تدريجياً. لذلك الفلج في خط الوسط يظهرتقريبا بنسبة 96% في سن 6 سنوات، 49 % في 11 سنوات و7% من 12 إلى 18 سنة  ففي معظم الحالات لو مساحة الفلج أقل من 2 مم فالفلج يغلق بشكل تلقائي إلا إذا كان المريض لديه تباعد عام بالاسنان.

### 2. لجام الفم
تضخم أو بروز اللجام أو التصاقه بشكل قريب جداً من الحافة اللثوية من الأسباب الأكثر شيوعاً.

### 3. فقدان خلقي للقواطع الجانبية
فقدان خلقي للقواطع الجانبية يمكن أن يسمح للقواطع المركزية للابتعاد عن بعض لعدم وجود أي ضغوط فسيولوجية وضعت على هذه الأسنان من جانب القواطع الجانبية التي المفترض ان تغلق المسافة مع الناب.

### 4. نمو الناب خارج المكان المخصص له
عدم وجود الناب في وضعه الطبيعي يمكن أن يسهل ابتعاد أوميل القواطع المركزية مما يؤدي إلى عدم وجود الضغط الفيزيولوجي لاستقامة القواطع المركزية والجذور التي تغلق الفلج.

### 5. صغر حجم الاسنان
عادةً ماتكون صغر حجم القواطع الجانبية واحيان أخرى القواطع المركزية تكون في شكل مثلث أو شكل ثلاثي الابعاد غير مألوف أو يكون الأسطح مقعرة أومحدبة مما يشكل فارق في العرض التقريبي للفك أو القوس السّني.

### 8. العادات الفموية
عادات مثل مص الإبهام أو الأصابع، دسر اللسان قد يؤدي إلى تحريك الاسنان في الفك وذلك قد يؤدي إلى الفلج في بعض المرضى. هذه العادات الضارة يجب أن يتم تغيرها عن طريق استخدام الأجهزة التي توقف هذه العادات أوعمل تدريب على تغيير العادات الفموية.

### 9. اضطرابات في وسط الفك
ظهور بعض الاضطرابات في وسط القوس السني مثل أسنان اضافية أو وجود أسنان لبنية محتجزة أو أنسجة باثولوجية . عموما، تواجد سن زاد في الوسط يمكن ان لا يبزغ، لكنّ قد يشكل عائقا في بروز القواطع المركزية الدائمة في وضعها الصحيح ويتسبب في الفلج, أحيانا تتواجد اكياس ليفية وأنسجة و ينصح بعمل أشعة لتقييم الحالة . وينبغي أن يتم استخراج الأسنان الزائدة قبل البدء في علاج الفلج.

### 10. عدم تلاحم الأنسجة بالفك
يحدث بسبب عدم تلاحم الأنسجة، وذكر مويرز أن عندما لا تكتمل الأنسجة في الألتقاء في خط الوسط يمكن ان تسبب في وجود فلج. وفي أحيانا أخرى التوسع السريع في علاج التقويم في الفك العلوي يمكن أن يسبب فلج في خط الوسط بسبب افتتاح القطعة بين عظمي الفك العلوي.

### 11. استعداد عرقي
أحيانا الفلج يتواجد كجزء من خلفية عرقية أو عائلية.

## العلاج
1. تحديد سبب الفلج وازالته.
2.يختلف من حالة للأخرى ولكن عموما يكون عن طريق عمل تقويم للأسنان أو عمل حشوات كمبوزيت أو تركيبات فينير أو تيجان.